# 清洁空气法案
《清洁空气法案》（英語：Clean Air Act,簡稱）是美国一部联邦法律，旨在控制空气污染、改善空气质量、保护公众健康和自然环境。法案于1963年首次通过，该法案经过多次修订，其中1970年和1990年的修订最为重要，奠定了美国空气污染治理的法律框架。该法案由美國環境保護署负责执行，是该国环境保护政策的重要组成部分。

## 成立標準
《清潔空氣法案》确立了国家环境空气质量标准用于规范常见空气污染物的浓度，包括可吸入颗粒物（PM10 和 PM2.5）、二氧化硫（SO₂）、氮氧化物（NO₂）、臭氧（O₃）、一氧化碳（CO）和铅（Pb）。这些标准分为一级标准和二级标准，分别用于保护公众健康和防止污染对环境、农作物及建筑物的损害。EPA根据最新的研究定期评估并更新这些标准。
该法案要求各州制定并实施州级实施计划以确保区域空气质量符合品質標準。对于未达标地区，各州需采取额外措施，如减少工业排放、控制机动车尾气、推广清洁能源等。此外，《清洁空气法》还通过新源性能标准（NSPS），对工业设施和发电厂的新建或改建提出排放限制，要求采用最佳可行技术以减少污染物的排放。
1990年的修订扩展了法案的适用范围，引入了酸雨控制计划、臭氧层保护措施和有毒空气污染物管理等内容。酸雨控制计划通过排放交易机制减少了二氧化硫和氮氧化物的排放，有效缓解了酸雨对生态系统的破坏。此外，该修订推动了无铅汽油的使用以及对机动车和工业排放的更严格管控。
尽管法案最初并未涉及温室气体，但2007年，美国最高法院裁定，EPA有权依据该法案将二氧化碳等温室气体视为污染物进行监管。这一裁定为美国在应对气候变化和制定温室气体排放标准方面提供了法律依据。
自法案实施以来，美国的空气质量显著改善。根据EPA的报告，从1970年至2020年，美国六种主要空气污染物的总排放量下降了约78%。酸雨的影响显著降低，城市地区的空气污染问题得到一定缓解。然而，部分地区仍面临臭氧和细颗粒物超标的问题，尤其是在交通密集和工业活动集中的区域。